# Palo Alto (Califòrnia)

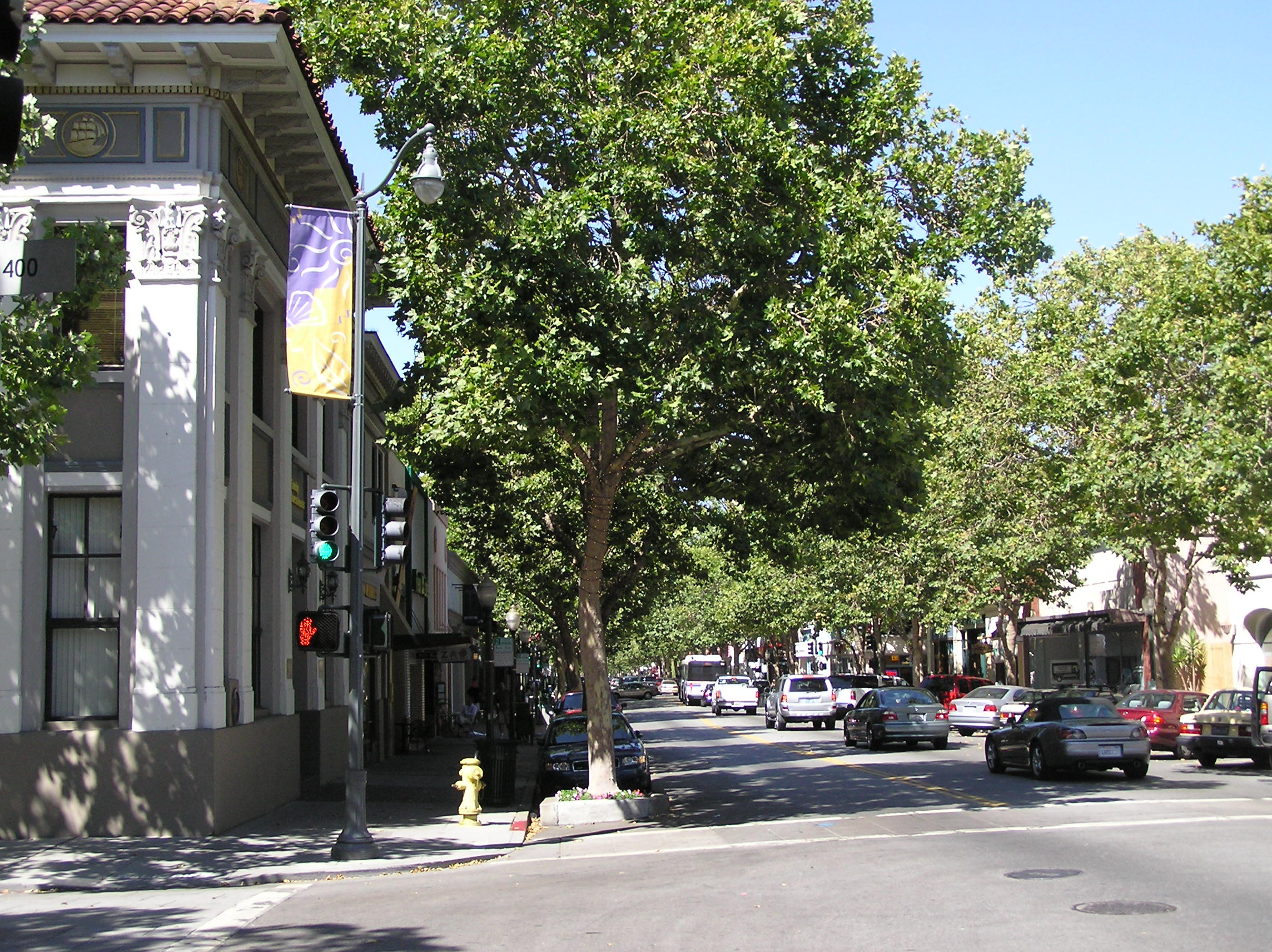
University Avenue, Palo Alto

Palo Alto és una ciutat del comtat de Santa Clara, a l'Àrea Metropolitana de San Francisco, Califòrnia. La ciutat està situada en l'extrem nord del Silicon Valley, prop de la Universitat Stanford.
Palo Alto es va fundar el 1895. Diverses companyies de tecnologia com Hewlett-Packard, Google, Facebook, Sun Microsystems o Xerox, entre d'altres, tenen oficines a Palo Alto. Segons el cens dels Estats Units del 2010 la ciutat tenia 64.403 habitants.

## Demografia
| 2000   | 2001   | 2002   | 2003   | 2004   | 2005   |
| ------ | ------ | ------ | ------ | ------ | ------ |
| 58.594 | 58.218 | 57.336 | 56.986 | 56.723 | 56.982 |

## Fills il·lustres
- Eric Allin Cornell (1961 -) físic, Premi Nobel de Física de l'any 2001.
- Andrew Fire (1959 -) patòleg i genetista, Premi Nobel de Medicina o Fisiologia de l'any 2006.